# Visconti di Marsiglia
I visconti di Marsiglia sono una famiglia vicecomitale la cui origine risale alla metà del X secolo con Arlulfo di Marsiglia. Questa famiglia si estinse nel 1216 con Roncelino di Marsiglia, abate dell'Abbazia di San Vittore, poi visconte di Marsiglia, l'ultimo della stirpe a possedere i diritti sulla viscontea.

Blasone dei visconti di Marsiglia

## Origini

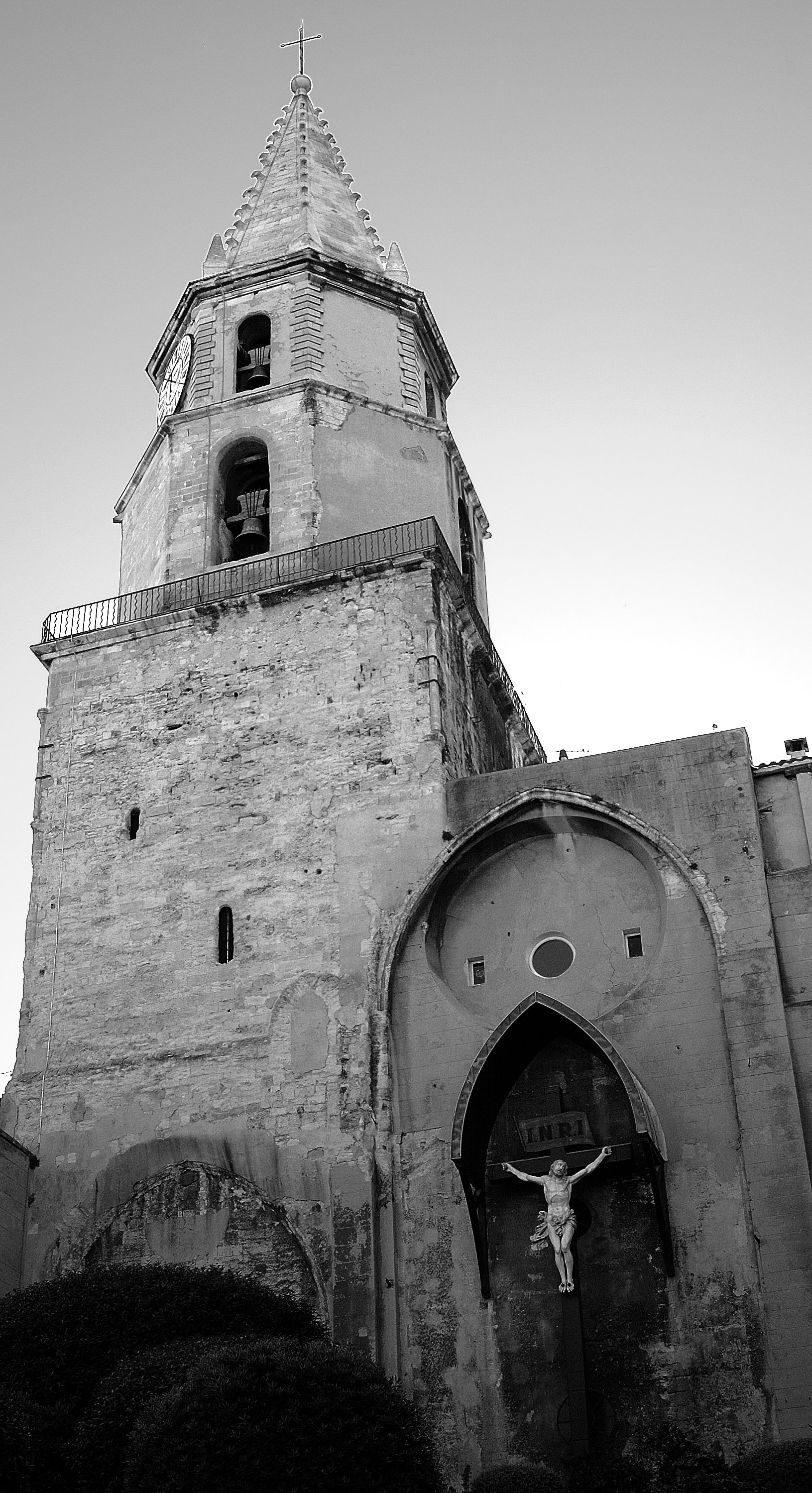
La chiesa di Notre-Dame-des-Accoules diventerà la cattedrale della città bassa, chiamata vicecomitale.

Il primo antenato conosciuto di questa famiglia è Arlulfo di Marsiglia o Arnulfo che appare in occasione delle donazioni delle terre fiscali e dei diritti pubblici sulla valle di Trets di cui egli beneficia nel 950 da parte del re di Borgogna e Provenza, Corrado III. Per lo storico Jean-Pierre Poly, la parte maggiore dei fischi marsigliesi sarebbero stati dati dal re Corrado ad Arnulfo il Viennese [del Viennois], figlio di Tiberto, intorno agli anni 948-952. Si tratta di un dominio immenso, intorno ai 60.000 ettari, che si estende ben oltre i confini del territorio di Trets. Arlulfo non solo riceve la curtis, ma in più, l'esercizio e gli utili di tutti i diritti pubblici annessi, altrimenti detti banno signoriale.
Secondo l'ipotesi di G. de Manteyer ripresa da J.P. Poly, Arlulfo sarebbe il nipote del conte Teuteberto, anch'esso chiamato Tiberto, amministratore del Regno di Provenza per conto del re Luigi III il Cieco negli anni 890-908. Appartiene dunque all'aristocrazia franca, insediatasi nelle regioni del Basso Rodano in epoca carolingia e, più probabilmente, a quella originaria del Viennois venuta al seguito di Ugo d'Arles, il quale ha saputo affrancarsi dal clan aristocratico dei Bosonidi per perpetuare il suo radicamento in Provenza, dopo la scomparsa di Ugo e nella disgrazia o assenza di suo nipote, l'arcivescovo d'Arles Manasse.
Pons di Marsiglia è il secondo signore. Suo figlio, Guglielmo di Marsiglia, sposerà Belielda di Marsiglia.
Il matrimonio dei figli dei loro due figli è un'eccezione nella Provenza del X secolo. I violenti turbamenti politici all'inizio del X secolo vide lo scontro dei Borgognoni, venuti dal nord, come Arlulfo di Marsiglia e i locali, come Pons di Marsiglia. L'affronto si trasforma in uno scontro di culture: partigiani e avversari degli invasori franchi si combattono a colpi di antroponimi. I primi, come i Châteaurenard o gli Agoult che si proclamano salici, i Sabran, i Reillane o i Lacoste rigettano i vecchi nomi senatoriali; i secondi vi si aggrappano, come i visconti di Marsiglia, i Mévouillon o i Castellane. Se poco meno di un quinto dei nomi delle grandi famiglie provenzali resta gallo-romano tra il 950 e il 1020, esso è portato solo da quattro famiglie, che rifiutano i borgognoni. Tuttavia lo stesso Pons di Marsiglia, nonostante il suo nome, Poncius, è certamente di origine germanica.

## Visconti di Marsiglia

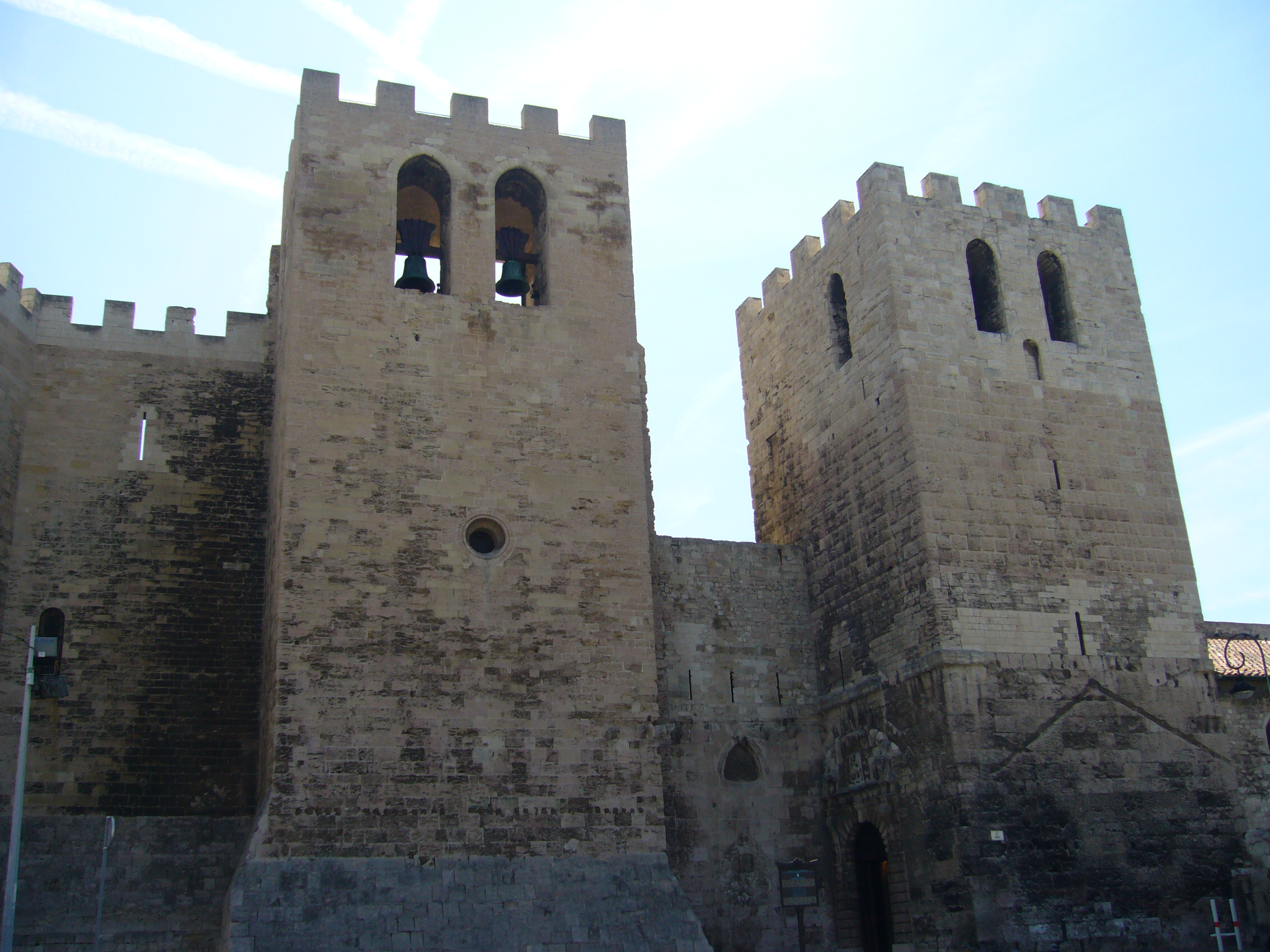
L'abbazia di San Vittore a Marsiglia.

Semplici signori di Marsiglia e di Trets prima del 977, i suoi visconti riuscirono a sottrarsi al dominio dei conti, creandosi una propria sovranità, non vincolati a rendere servigi ai loro sovrani, ai quali si accavallano nell'ambito delle loro prerogative amministrative e giurisdizionali, con la pretesa di tenere la loro viscontea per grazia ricevuta da Dio, senza dipendere dai conti di Provenza.
A loro apparteneva il diritto di esercitare la gabella sul sale. I loro sigilli li raffigurano a cavallo e armati di tutto punto. Quasi sempre uno dei loro figli occupava una sede episcopale della diocesi. Del resto, i vescovi seguono i visconti in questo cammino d'indipendenza, e Marsiglia passa sotto un doppio dispotismo. I vescovi hanno la signoria della città superiore, e i visconti, di quella inferiore, godendo inoltre dei diritti demaniali in tutto il resto del distretto, che abbraccia la zona litoranea dopo Fos fino all'imboccatura del fiume di Argens, nei pressi di Fréjus, la valle dell'Huveaune e la regione situata sulla riva orientale dello stagno di Berre.
Marsiglia è costituita da tre città diverse: l'abbaziale, l'episcopale e la vicecomitale; la prima sotto il governo della potente abbazia di San Vittore di Marsiglia i cui possedimenti s'estendono fino alla Spagna e in Italia; la seconda appartenente al vescovo e, come tutte le città poste sotto le autorità ecclesiastiche, fiancheggiate da torri, per cui gli veniva attribuito il nome di villa turrium ; infine la terza, sotto la dipendenza dei visconti di Marsiglia che, dal X secolo, vi hanno fatto fare delle importanti costruzioni militari circondandola di solidi bastioni.

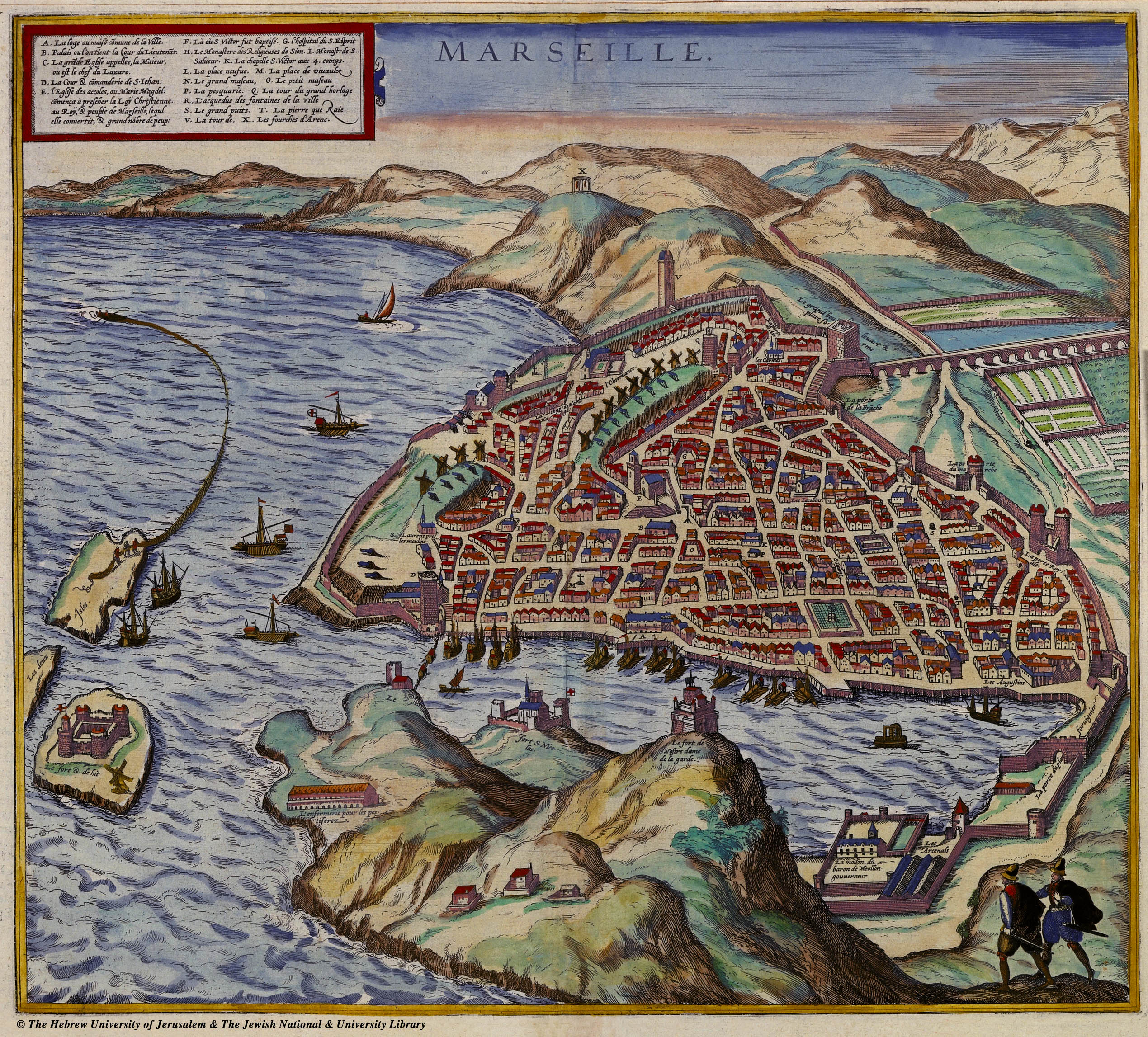
Marsiglia nel 1575.

I visconti sono luogotenenti dei conti di Provenza e ve ne sono anche a Marsiglia, a Sisteron, per esempio, a Fréjus, ad Avignone, vale a dire nei luoghi che, per la loro situazione, hanno più particolarmente bisogno della presenza di un funzionario che li controlli su tutto il territorio di sua competenza. Quando il conte di Provenza si sarà reso indipendente, non osera contendere ai visconti di Marsiglia la sovranità di una parte della città, trasmessa ereditariamente ai loro figli, a condizione che essi rendano omaggio a lui e ai suoi successori. In effetti, la prima volta in cui i visconti di Marsiglia sono chiamati vassalli dei conti di Arles è in un atto dell'anno 1038, posteriore dunque di qualche anno al periodo in cui la contea di Provenza comincia a diventare ereditaria. Se non si trovano visconti ereditari nelle altre città appena menzionate, ciò è dovuto al fatto che loro non ebbero posteri, o che il vescovo o gli abitanti lasciarono loro pochi diritti. Non è lo stesso a Marsiglia, dove i visconti sono inizialmente molto potenti da mantenere il possesso di una parte della signoria. La loro genealogia è molto difficile da stabilire, anche secondo quella fornita da Antoine de Ruffi, considerate le sue omissioni, in quanto non riporta né la documentazione per intero, né la maggior parte delle date..
Il legame, che unisce Marsiglia ai suoi conti, si allenta tuttavia di frequente. La città non tarderà a scuotersi completamente dal giogo dei suoi visconti, i quali resteranno impotenti dinanzi alla frammentazione dei loro possedimenti, sempre più accentuata ad ogni trasmissione ereditaria, per cui il loro soprannome di reucci per la loro pretesa ridicola di prendere il titolo di visconte e di battere moneta.
Ma, i visconti di Marsiglia, nel dividere i loro domini, disperdendo la loro ricchezza, lasciano cadere ogni giorno un brandello della loro autorità, a beneficio dell'abbazia di San Vittore di Marsiglia, che per la loro folle liberalità è circondata di un enorme prestigio. Il potere dei visconti di Marsiglia, contenente in sé troppi germi di dissoluzione, si scontra soprattutto con l'energica resistenza del consiglio municipale di Marsiglia, capace a farsi rispettare e ad estendere anche le sue prerogative. Fedele rappresentante e coraggioso difensore degli interessi di un popolo amante della sua indipendenza, il consiglio tende ardentemente di rovesciare il governo di quei signori che non fanno altro che suscitare disprezzo.

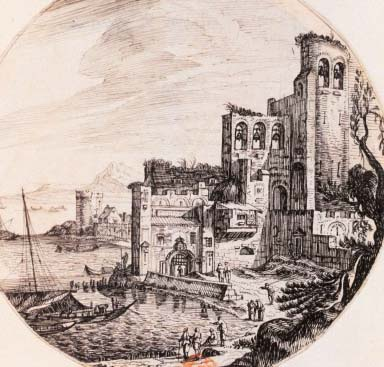
La Major di Marsiglia

La possente e saggia organizzazione della borghesia di Marsiglia è lo scoglio dove viene a fracassarsi il potere dei visconti. Ormai esclusi dagli affari pubblici dal consiglio municipale, essi di fatto non governano più, e tutta la loro autorità viene limitata al possesso di qualche diritto demaniale.
Tuttavia, i visconti di Marsiglia consentono alla marina dell'ordine dei templari e di San Giovanni di Gerusalemme, in Siria, di frequentare il porto di Marsiglia.
I visconti di Marsiglia che avevano perseguitato la Chiesa per un certo periodo, finiscono per pentirsene e concedono ad essa, a loro volta, grandi privilegi. Basti pensare che soltanto Roncelino dà, nel 1215, trentamila soldi reali coronati, più la sesta parte del castello Babon, con tutti i diritti che possedeva. Questi diritti consistevano in censes e trézains, edifici e giurisdizioni. Tale signore concede molto più ai canonici la facoltà di acquisire beni nel distretto di dipendenza. I visconti, secondo la testimonianza dello studioso marsigliese Ruffi, sono tanto religiosi quanto caritatevoli e...

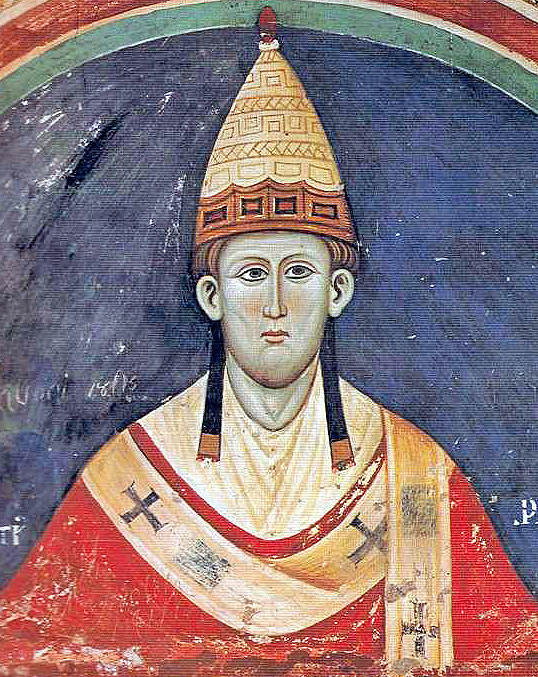
Innocenzo III scomunica Roncelino.

Roncelino è il più famoso di tutta la stirpe vicecomitale. Sfortunatamente, egli deve la sua celebrità solo agli scandali della sua vita. Dopo avere contratto una grande quantità di debiti, prende l'abito monacale benedettino all'abbazia di San Vittore di Marsiglia, che presto lascia per sposare sua nipote Adalasia, in seguito abbandonata. Scomunicato da Innocenzo III, rientra nel monastero, fa pubblicamente ammenda e va a Roma per ricevere l'assoluzione del papa. Ma i suoi numerosi creditori, poco colpiti dalla conversione del peccatore, e preoccupati del pericolo che corrono i loro diritti con il nuovo cenobita, ottengono la sua reintegrazione nella gestione del suo patrimonio, i cui introiti possono bastare a saldare i suoi debiti contratti con loro. Dunque, ritornato laico, Roncelino spartisce nel 1211 le sue terre con i suoi parenti, Ugo IV di Baux e Gerardo Ademaro. Vende così all'abbazia di San Vittore di Marsiglia, il castello di San Giuliano, aliena una parte del porto a favore di Guglielmo Anselmo, gentiluomo marsigliese, e dà al monastero tutto quello che possiede nella città vicecomitale e un sesto della signoria del porto, riservandosi per sé solo quella delle torri del castello Babon, in quanto tale castello fa parte del dominio vescovile.
Gerardo Ademaro, l'ultimo ostacolo all'indipendenza di Marsiglia, è per di più recalcitrante. Nulla lo obbliga a disfarsi della sua sovranità vicecomitale. La sua fortuna è enorme, e il so orgoglio si rivolta all'idea d'umiliare il suo blasone nobiliare davanti al vessillo della borghesia di Marsiglia. Sua moglie lo convince a tenersi fermo nelle sue posizioni e a resistere, sordo a tutte le preghiere, insensibile a tutte le minacce.
Irritati dalla sua inflessibilità, i cittadini ricorrono alla violenza fidando nella loro forza maggioritaria. Fu sufficiente una sommossa per scacciare dalla città il signore intestardito, che rischia così di perdere, in questa terribile rivolta popolare, i vantaggi che gli erano stati offerti in cambio di una volontaria cessione dei suoi diritti. Tuttavia, il generoso consiglio municipale vincitore pagherà al vinto cinquemila soldi reali coronati, assicurandogli inoltre una pensione annuale e un vitalizio di 100 libbre, pagabile il giorno di Sant'Andrea. Marsiglia arriva in questo modo ad affrancarsi dal dominio dei suoi visconti. Nell'anno 1214 si apre una nuova epoca repubblicana.
I marsigliesi, per dare il colpo finale all'autorità ecclesiastica, rovesciano una colonna che Roncelino aveva innalzato per fissare i confini della giurisdizione tra la città e l'abbazia di San Vittore di Marsiglia. Sebbene non resti ormai traccia alcuna della loro antica soggezione e la memoria dei visconti sia interamente dimenticata, in un accesso di fervore repubblicano, i marsigliesi pensano bene di distruggere, radendolo al suolo, il palazzo signorile, la cui terza parte apparteneva al monastero.

## Genealogia della famiglia vicecomitale

### Antenati
```
Leibulfo di Provenza
 (ca. 
750
-
835
)
  x 
Odda
 ?
  |
  | --> 
Leibulfo di Baux
 (metà del IX secolo)
[
14
]
.
        x ??
        |
        | --> 
 Pons d'Arles
 (fine del IX secolo)
              x 
Blismodis di Mâcon

              |
              | --> Umberto, 
vescovo di Vaison
 (
890
-
933
)
                   |
              | --> 
Ison d'Arles
 (ca. 
890
-
942
),
                    x Principessa ? 
di Benevento

                    |
                    | -->  Lamberto Ursus signori di 
Reillanne

                    |     x Galburga di Benevento
                    |     |
                    |     | -->  Signori di 
Reillanne

                    |
                    | --> 
Pons di Marsiglia
 (ca. 
910
-
979
), detto il Vecchio
                         x  (1) 
Giuditta di Bretagna
, figlia di 
Alano II di Bretagna

                         |
                         | --> 
Onorato di Marsiglia
(ca. 
930
-
978
), 
vescovo di Marsiglia

                         |
                         | --> 
Guglielmo di Marsiglia
 (ca. 
935
-
1004
)
                         |    x 
Bellilda
, figlia di 
Arlulfo di Marsiglia

                         |    |
                         |    | -->  Visconti di Marsiglia
                         |
                         x  (2) 
Belletrude

                         |
                         | -->  (ipo.) 
Pons di Fos
 (ca. 
945
-
1025
)
                               x Profecta di Marignana
                               |
                               | -->  Signori di 
Fos

                               |
                               | -->  (ipo.) 
Ugo di Baux
 (
981
-
1060
)
```

- Arlulfo di Marsiglia o Arlulfe (ca. 920-964), primo signore di Marsiglia e di Trets, padre di:
  - Belielda di Marsiglia che sposa Guglielmo di Marsiglia
  -  Aicardo riceve nel 988 un importante dominio, identificato a Saint-Zacharie, nel fondo della valle dell'Huveaune, a sud di Trets.
- Pons di Marsiglia (ca. 910-979), secondo signore di Marsiglia e di Trets
  - Guglielmo di Marsiglia (ca. 935-1004), a cui segue
  - Onorato detto anche Onorato, vescovo di Marsiglia dal 954 al 977.
  - Pons di Fos, forse capostipite dei signori di Fos e di quelli di Baux[15].

### Visconti di Marsiglia
```
Guglielmo di Marsiglia
 (ca. 
935
-
1004
)
   x ca. 
950
 
Bellilda
, figlia di 
Arlulfo di Marsiglia

   |
   | -->
Guglielmo II di Marsiglia
 (ca. 
952
-
1031
)
         x nel 
1019
 
Stefania di Forcalquier

         |
         | --> 
Pietro detto Saumade
, ramo dei signori di 
Solliès

         |      x 
Odoara Thucia

         |
         | -->  
Stefania di Marsiglia

         |       x 
Goffredo I di Provenza

         |       |
         |       | --> 
Bertrando II di Provenza
|  -->
         |
         |       | --> Gerberga di Provenza
         |            x 
Raimondo IV di Tolosa

         |
         x  nel 
999
 
Accelena di Fos
, figlia di 
Pons di Fos
 :
         |
         | --> 
Pons II
, 
vescovo di Marsiglia

         |
         | --> 
Guglielmo III di Marsiglia

         |
         | --> 
Aicardo di Marsiglia
, visconte di 
Arles
 e di 
Marsiglia

         |
         | --> 
Aimerude di Marsiglia

         |     x 
Francone di Fréjus

         |
         | --> 
Goffredo
```

#### 1ª generazione
Guglielmo di Marsiglia (ca. 935-1004) porta per la prima volta il titolo di visconte nel 977. Si sposa due volte. Dalla prima moglie, Billielis o Belielda di Marsiglia, figlia di Arlulfo di Marsiglia, egli ha:
- Pons I (ca. 950-1015), vescovo di Marsiglia, nel 976.
- Guglielmo II di Marsiglia  (ca. 952-1031), diventa visconte alla morte di suo padre nel 1004.
- Fulco di Marsiglia (ca. 955-1047 ?),  visconte, che si sposa verso il 1005 con Odile di Vence, dalla quale forse ha avuto una figlia sposata al conte di Luna.
- Billielis (ca. 960-1036) sposata prima del 1087 con Adalelmo di Avignone, giudice (Judex Provinciae) ad Avignone, nel 1002. Figlio di Adalberto, giudice della Provenza ad Avignone e di Teucide di Vence. È una degli antenati dei Sabran.
- (ipo.) Arlulfo o Arnulfo, signore di Pierrefeu, dove i signori di Garéoult, Signes, La Garde[16].

La sua seconda moglie, Ermengarda d'Arles (ca. 982-1049), figlia d'Aillon, visconte di Arles, gli dà un'altra figlia:
- Astrude (ca. 995-1055), sposata nel 1004 a Lamberto, signore di Vence, detto Barbeta, figlio di Amic di Vence e di Belletrude.

(ipo.) Astrude, vedova, si sposa in seconde nozze con suo cugino, Guy de Fos, figlio di Pons di Fos (ca. 945-1025) e di Profecta di Marignane. Avranno cinque figli: Pons, Guglielmo, Guy, Amiel e Rostan di Fos arcivescovo di Aix (1056-1085).
- (ipo.) Aicardo, deceduto prima del 1008.

#### 2ª generazione
Guglielmo II di Marsiglia, visconte insieme ai suoi fratelli alla morte di suo padre detto il Grosso, visconte di Marsiglia, deceduto nel 1031, si sposa nel 999 con Accélena di Fos, figlia di Pons di Fos :
- Pons II, vescovo di Marsiglia, deceduto nel 1073.
- Guglielmo III di Marsiglia
- Aicardo di Marsiglia, visconte di Arles e di Marsiglia
- Aimerude di Marsiglia sposata con Francone di Fréjus
- Goffredo, visconte insieme ai suoi fratelli alla morte di suo padre

Guglielmo II di Marsiglia si risposa nel 1019 con Stefania, da cui ebbe:
- Stefania, morta giovane
- Bertrando, morto giovane
- Pietro detto Saumade, capostipite dei signori di Solliès
- Liegearda di Marsiglia, sposata nel 1023 con Alfante I, visconte di Mézoargue.
- Stefania di Marsiglia, sposata con Goffredo I di Provenza

#### 3ª generazione
- Aicardo, figlio di Guglielmo II, visconte di Marsiglia. Deceduto dopo il 1065.
- Guglielmo III detto il Giovane, figlio di Guglielmo II, visconte di Marsiglia. Deceduto nel 1085.
- Goffredo, figlio di Guglielmo II, visconte di Marsiglia. Deceduto verso il 1090.
  - Aicardo, arcivescovo d'Arles nel 1070, deceduto probabilmente nel 1113.
  - Ugo Goffredo, visconte di Marsiglia.
  - Pons di Peynier, visconte di Marsiglia.

#### 4ª generazione
- Ugo Goffredo figlio di Goffredo, visconte di Marsiglia. Deceduto nel 1150.
- Pons di Peynier figlio di Goffredo, visconte di Marsiglia.
  - Goffredo, visconte di Marsiglia. Deceduto nel 1164.
  - Ugo Goffredo, visconte di Marsiglia. Deceduto nel 1166.

#### 5ª generazione
- Ugo Goffredo, visconte di Marsiglia. Deceduto nel 1166.
  - Guglielmo IV, detto il Grosso, visconte di Marsiglia. Deceduto nel 1188.
  - Mabile (morta dopo il 1249).
  - Goffredo, († 1199), vescovo di Béziers (1185-1199).
  - Raimondo Goffredo(† 1192), detto Barral (Barralus), visconte di Marsiglia (1178-1192). ∞ (1) Alasacia Porcellet ∞ (2) Maria di Montpellier.
    - Barale, di primo letto. ∞ Ugo del Balzo, 7° signore sovrano di Les Baux.

  - Roncelino o Rosselino († 1215), ultimo visconte titolare di Marsiglia.